# Natação no Campeonato Europeu de Esportes Aquáticos de 2022 - 100 m costas masculino
A prova dos 100 metros nado costas masculino da natação no Campeonato Europeu de Esportes Aquáticos de 2022 ocorreu nos dias 16 e 17 de agosto no Foro Italico, em Roma na Itália. 

## Calendário
| Fase          | Data         | Hora  |
| ------------- | ------------ | ----- |
| Eliminatórias | 16 de agosto | 09:30 |
| Semifinal     | 16 de agosto | 19:52 |
| Final         | 17 de agosto | 18:10 |

Todos os horários estão no horário local (UTC+1)

## Recordes
Antes desta competição, os recordes eram os seguintes:
|                       | Nadador         | Tempo | Local     | Data                 |
| --------------------- | --------------- | ----- | --------- | -------------------- |
| Recorde mundial       | Thomas Ceccon   | 51.60 | Budapeste | 20 de junho de 2022  |
| Recorde europeu       | Thomas Ceccon   | 51.60 | Budapeste | 20 de junho de 2022  |
| Recorde do campeonato | Camille Lacourt | 52.11 | Budapeste | 10 de agosto de 2010 |

## Medalhistas
| Ouro                | Prata                    | Bronze                     |
| Thomas Ceccon (ITA) | Apostolos Christou (GRE) | Yohann Ndoye-Brouard (FRA) |

## Resultados

### Eliminatórias
Esses foram os resultados das eliminatórias.
| Pos. | Bateria | Raia | Nadador                | Nacionalidade | Tempo   | Notas |
| ---- | ------- | ---- | ---------------------- | ------------- | ------- | ----- |
| 1    | 5       | 4    | Thomas Ceccon          | Itália        | 53.71   | Q     |
| 2    | 4       | 4    | Apostolos Christou     | Grécia        | 53.78   | Q     |
| 3    | 4       | 3    | João Costa             | Portugal      | 53.87   | Q,    |
| 4    | 5       | 3    | Roman Mityukov         | Suíça         | 54.01   | Q     |
| 5    | 5       | 5    | Ksawery Masiuk         | Polónia       | 54.04   | Q     |
| 6    | 3       | 2    | Michele Lamberti       | Itália        | 54.37   | Q     |
| 7    | 3       | 1    | Lorenzo Mora           | Itália        | 54.41   |       |
| 8    | 3       | 8    | Jonathon Adam          | Reino Unido   | 54.43   | Q     |
| 9    | 4       | 6    | Kacper Stokowski       | Polónia       | 54.44   | Q     |
| 10   | 3       | 4    | Yohann Ndoye-Brouard   | França        | 54.49   | Q     |
| 11   | 4       | 7    | Tomas Franta           | Chéquia       | 54.52   | Q     |
| 12   | 3       | 3    | Ole Braunschweig       | Alemanha      | 54.53   | Q     |
| 13   | 4       | 1    | Jonathon Marshall      | Reino Unido   | 54.57   | Q     |
| 14   | 5       | 7    | Benedek Kovács         | Hungria       | 54.67   | Q     |
| 15   | 5       | 1    | Matteo Restivo         | Itália        | 54.69   |       |
| 16   | 4       | 5    | Mewen Tomac            | França        | 55.33   | Q     |
| 17   | 2       | 5    | Markus Lie             | Noruega       | 55.34   | Q     |
| 18   | 5       | 6    | Oleksandr Zheltyakov   | Ucrânia       | 55.49   | RET   |
| 19   | 3       | 0    | Nicolás García         | Espanha       | 55.57   | Q     |
| 20   | 2       | 8    | Theodoros Andreopoulos | Grécia        | 55.63   |       |
| 21   | 2       | 3    | Kaloyan Levterov       | Bulgária      | 55.65   |       |
| 21   | 5       | 8    | Brodie Williams        | Reino Unido   | 55.65   |       |
| 23   | 1       | 4    | Andrei Anghel          | Roménia       | 55.67   |       |
| 23   | 4       | 0    | Antoine Herlem         | França        | 55.67   |       |
| 25   | 5       | 2    | Evangelos Makrygiannis | Grécia        | 55.77   |       |
| 26   | 3       | 7    | Francisco Santos       | Portugal      | 55.81   |       |
| 27   | 2       | 1    | David Gerchik          | Israel        | 55.87   |       |
| 28   | 2       | 6    | Diego Mira             | Espanha       | 55.94   |       |
| 29   | 5       | 0    | Sebastian Somerset     | Reino Unido   | 55.98   |       |
| 30   | 2       | 4    | Tomasz Polewka         | Polónia       | 56.13   |       |
| 31   | 3       | 9    | Erikas Grigaitis       | Lituânia      | 56.17   |       |
| 32   | 2       | 9    | Nils Liess             | Suíça         | 56.24   |       |
| 33   | 3       | 6    | Jan Čejka              | Chéquia       | 56.38   |       |
| 34   | 5       | 9    | Inbar Danziger         | Israel        | 56.40   |       |
| 35   | 3       | 5    | Michael Leytrovskiy    | Israel        | 56.70   |       |
| 36   | 4       | 8    | Adam Maraana           | Israel        | 56.95   |       |
| 37   | 2       | 0    | Max Mannes             | Luxemburgo    | 57.21   |       |
| 38   | 2       | 2    | Paweł Franke           | Polónia       | 57.50   |       |
| 39   | 4       | 9    | Armin Evert Lelle      | Estónia       | 57.54   |       |
| 40   | 1       | 3    | Dylan Cachia           | Malta         | 1:00.08 |       |
| 41   | 1       | 7    | Martin Muja            | Kosovo        | 1:00.90 |       |
| 42   | 1       | 6    | Ared Ruci              | Albânia       | 1:05.68 |       |
| 43   | 1       | 2    | Kevin Shkurti          | Albânia       | 1:07.16 |       |
| 44   | 1       | 5    | Primož Šenica Pavletič | Eslovênia     | DNS     | DNS   |
| 44   | 2       | 7    | Sašo Boškan            | Eslovênia     | DNS     | DNS   |
| 44   | 4       | 2    | Shane Ryan             | Irlanda       | DNS     | DNS   |

### Semifinal
Esses foram os resultados das semifinais. 
| Pos. | Bateria | Raia | Nadador              | Nacionalidade | Tempo | Notas |
| ---- | ------- | ---- | -------------------- | ------------- | ----- | ----- |
| 1    | 2       | 2    | Yohann Ndoye-Brouard | França        | 52.97 | Q     |
| 2    | 1       | 4    | Apostolos Christou   | Grécia        | 53.20 | Q     |
| 3    | 2       | 4    | Thomas Ceccon        | Itália        | 53.48 | Q     |
| 4    | 2       | 3    | Ksawery Masiuk       | Polónia       | 53.71 | q     |
| 5    | 1       | 5    | Roman Mityukov       | Suíça         | 53.75 | Q,    |
| 6    | 1       | 1    | Mewen Tomac          | França        | 53.89 | q     |
| 7    | 2       | 5    | João Costa           | Portugal      | 53.90 | q     |
| 8    | 2       | 7    | Ole Braunschweig     | Alemanha      | 54.05 | q     |
| 9    | 1       | 6    | Kacper Stokowski     | Polónia       | 54.18 |       |
| 10   | 1       | 2    | Tomas Franta         | Chéquia       | 54.27 |       |
| 11   | 1       | 7    | Jonathon Marshall    | Reino Unido   | 54.43 |       |
| 12   | 2       | 1    | Benedek Kovács       | Hungria       | 54.47 |       |
| 13   | 1       | 3    | Michele Lamberti     | Itália        | 54.56 |       |
| 14   | 2       | 6    | Jonathon Adam        | Reino Unido   | 54.76 |       |
| 15   | 2       | 8    | Markus Lie           | Noruega       | 54.91 |       |
| 16   | 1       | 8    | Nicolás García       | Espanha       | 55.52 |       |

### Final
Esse foi o resultado da final. 
| Pos.              | Raia | Nadador              | Nacionalidade | Tempo | Notas            |
| ----------------- | ---- | -------------------- | ------------- | ----- | ---------------- |
| Medalha de ouro   | 3    | Thomas Ceccon        | Itália        | 52.21 |                  |
| Medalha de prata  | 5    | Apostolos Christou   | Grécia        | 52.24 |                  |
| Medalha de bronze | 4    | Yohann Ndoye-Brouard | França        | 52.92 |                  |
| 4                 | 2    | Roman Mityukov       | Suíça         | 53.55 | Recorde nacional |
| 5                 | 1    | João Costa           | Portugal      | 54.01 |                  |
| 6                 | 6    | Ksawery Masiuk       | Polónia       | 54.05 |                  |
| 7                 | 8    | Ole Braunschweig     | Alemanha      | 54.25 |                  |
| 8                 | 7    | Mewen Tomac          | França        | 54.79 |                  |

Legenda
| Recorde mundial       | Recorde mundial (World record)               |                       | Recorde africano                      | Recorde africano (African) |                                           | Q | Classificado por posição (Qualified) |
| Recorde do campeonato | Recorde do campeonato (Championship record)  | Recorde da América    | Recorde da América (Americas)         | q                          | Classificado por melhor tempo (Qualified) |   |                                      |
| Melhor marca do ano   | Melhor marca do ano (World leading)          | Recorde asiático      | Recorde asiático (Asian)              | DNS                        | Não largou (Did not start)                |   |                                      |
| Recorde nacional      | Recorde nacional (National record)           | Recorde europeu       | Recorde europeu (European)            | DNF                        | Não terminou (Did not finish)             |   |                                      |
| Recorde pessoal       | Recorde pessoal do atleta (Personal best)    | Recorde da Oceania    | Recorde da Oceania (Oceania)          | DSQ / DQ                   | Desclassificado (Disqualified)            |   |                                      |
| Recorde da temporada  | Recorde da temporada do atleta (Season best) | Recorde sul-americano | Recorde sul-americano (South America) | NM                         | Sem marca (No mark)                       |   |                                      |